# Хьюстон (округ, Алабама)
Хью́стон (англ. Houston County) — округ в штате Алабама, США.

## География
Округ, самый молодой в Алабаме, находится в юго-восточной части штата, с востока граничит с Джорджией (по реке Чаттахучи), с юга — с Флоридой, с запада и севера — с другими округами Алабамы. Назван в честь Джорджа Хьюстона (англ. George S. Houston), 24-го губернатора Алабамы. Столица и крупнейший город — Дотан (город находится одновременно в трёх соседних округах). Открытые водные пространства занимают 3 км², что составляет 0,2% от общей площади округа в 1502 км².
В округе значительная площадь отведена под выращивание арахиса, хлопка и кукурузы.

### Соседние округа
|         | Дейл                  | Генри                  |  |  |
| Дженива | север                 | Эрли (шт. Джорджия)    |  |  |
| Дженива | Хьюстон               | Эрли (шт. Джорджия)    |  |  |
| Дженива | юг                    | Эрли (шт. Джорджия)    |  |  |
|         | Джэксон (шт. Флорида) | Семинол (шт. Джорджия) |  |  |

## История
Округ был образован 9 февраля 1903 года путём отделения частей трёх соседних округов.

## Транспорт
Через округ проходят следующие крупные автодороги:
- федеральная трасса U.S. Route 84
- федеральная трасса U.S. Route 231
- федеральная трасса U.S. Route 431
- трасса Alabama State Route 52
- трасса Alabama State Route 53
- трасса Alabama State Route 95

## Демография
Расовый состав:
- Белые — 73,1%
- Афроамериканцы — 24,6%
- Азиаты — 0,6%
- Коренные американцы — 0,4%
- Гавайцы или уроженцы Океании — 0,0%
- Две и более расы — 0,9%
- Прочие — 0,4%
- Латиноамериканцы (любой расы) — 1,3%

| 1910 год — 32 414 жителей 1920 — 37 334 (+15,2%) 1930 — 45 935 (+23,0%) 1940 — 45 665 (-0,6%) 1950 — 46 522 (+1,9%) 1960 — 50 718 (+9,0%) | 1970 — 56 574 (+11,5%) 1980 — 74 632 (+31,9%) 1990 — 81 331 (+9,0%) 2000 — 88 787 (+9,2%) 2010 — 101 547 (+14,4%) 2011 — 102 369 (оценка) |